# 彼得·谢列斯特
彼得·叶菲莫维奇·谢列斯特（1908年2月14日—1996年1月22日），苏联烏克蘭裔党和国家领导人。曾任烏共基辅州委第一书记，乌共中央第一书记等职务。
任內支持蘇聯鎮壓捷克異議分子，全力爭取烏克蘭自治，保存烏克蘭語言及文化。

## 生平
- 1908年2月1日（格里历：2月14日）生于沙俄哈尔科夫省兹米耶夫斯卡县安德里伊夫卡村的农民家庭。
- 1922年起担任邮递员，铁路工人等职。1923年加入共青团。
- 1927年-1928年，伊久姆党校学习。后任共青团勃罗斯克区委书记。1928年加入联共（布）。
- 1928年-1929年，哈尔科夫阿尔乔姆党校学习。
- 1930年-1932年，哈尔科夫国民经济研究所的冶金系学习。
- 1932年-1936年，马里乌波尔伊里奇工厂车间经理，工程师。期间，1932年-1935年，马里乌波尔冶金学院学习。
- 1936年-1937年，苏联红军第聂伯罗彼得罗夫斯克第30坦克营服役，上尉军衔。
- 1937年-1940年8月，哈尔科夫镰刀铁锤工厂车间主任，首席工程师。
- 1940年8月-1941年，乌共（布）哈尔科夫市委国防工业委员会主任。
- 1941年12月-1942年，联共（布）车里雅宾斯克州委国防工业委员会主任。
- 1942年-1943年8月，国防部火箭弹研究，生产部党委讲师。
- 1943年8月-1945年8月，苏联航空工业人民委员会第306号工厂党委组织者。
- 1945年8月-1948年7月，联共（布）萨拉托夫州委航空委员会副书记。
- 1948年7月-1950年4月，列宁格勒航空第272厂总监。
- 1950年4月-1954年2月，基辅航空第473工厂主任。
- 1954年2月-5月，乌共基辅市委第二书记。
- 1954年5月-1957年2月，乌共基辅州委第二书记。
- 1957年2月-1962年8月，乌共基辅州委第一书记。期间，1960年2月-1961年9月，乌共中央主席团候补委员。
- 1962年8月-1963年7月，乌共中央书记处书记。
- 1963年7月-1972年5月，乌共中央第一书记。
- 1972年5月-1973年5月，苏联部长会议副主席。
- 1974年-1985年，苏联航空工业部Dolgoprudny实验设计局局长。
- 1985年起退休。
- 1996年1月22日于莫斯科逝世，享年87岁。葬于基辅拜科夫公墓。

谢列斯特是苏共20-24大代表；第22-24届中央委员，第22届中央主席团候补委员、委员，第23-24届中央政治局委员；第5-8届苏联最高苏维埃联盟院代表，第4-8届乌克兰苏维埃社会主义共和国最高苏维埃代表。

## 荣誉
- 社会主义劳动英雄称号（1968）
- 三次列宁勋章（1958,1968,1971）
- 红星勋章（1945）
- 劳动英勇奖章（1959）
- 纪念列宁诞辰一百周年奖章
- 1941-1945年伟大卫国战争中忘我劳动奖章
- 退休劳动者奖章[4]

## 備注
1. ↑  俄語羅馬化：Pyotr Yefimovich Shelest
2. ↑  烏克蘭語羅馬化：Petro Yukhymovych Shelest，名及父名按烏克蘭語名譯彼得羅·尤希莫維奇